# Marie Brand und die Liebe zu viert
Marie Brand und die Liebe zu viert ist die 26. Episode der Krimiserie Marie Brand. Der Fernsehfilm mit Mariele Millowitsch in der Titelrolle und Hinnerk Schönemann als Kriminalhauptkommissar Jürgen Simmel wurde am 11. April 2020 erstmals im ZDF ausgestrahlt.

## Handlung
Die Leiche von Silvio Meinert wird im Wasser treibend aufgefunden. Kommissarin Marie Brand und ihr Kollege Simmel ermitteln im Umfeld des Toten. Zunächst ist auffällig, dass er in einem polyamoren  Haushalt lebte und es dort sehr wahrscheinlich Spannungen gab. Zumindest geht Simmel davon aus, da er es sich nicht vorstellen kann, dass es bei so einer Konstellation nicht zur Eifersucht kommen soll. Die Ärztin Laura, der Geschäftsmann Andi und Silvio führten seit mehreren Jahren eine offene Dreiecksbeziehung. Zudem arbeiteten Silvio und Andi auch noch in der gleichen Cateringfirma, in der es derzeit finanziell nicht gut aussah, weshalb Silvio aussteigen und als Fernsehkoch neu durchstarten wollte.
Nach Brands Recherchen war Silvio Meinert auf ein Herzmedikament angewiesen und als sie herausfindet, dass er an seinem Todestag auch ein Abführmittel zu sich genommen hatte, vermutet sie Wechselwirkungen, die zur Ohnmacht und somit zum Ertrinken führten. Offensichtlich drohte das ebenso komplizierte wie sensible Beziehungsgeflecht der Gruppe auseinanderzubrechen, als Silvio eine neue Frau mitbrachte: Malve und ihre fünfzehnjährige Tochter Fritzi. Diese Spannungen könnten Laura oder Malve, die beide medizinische Kenntnisse besitzen, zu der Tat getrieben haben. Die ständigen Verhöre gehen an Lauras Sohn Greg und auch an Fritzi nicht spurlos vorbei. Beide wollen weg und packen ihre Sachen. Brand gibt sofort eine Fahndung nach Gregs Auto durch, doch anstatt aufzugeben, täuscht Greg auf Fritzis Wunsch eine Geiselnahme vor. Sie wollte sich ihrem schlechten Gewissen nicht stellen. Sie hatte Silvio das Abführmittel verabreicht, um ihn an einer Reise mit ihrer Mutter zu hindern. Von möglichen Wechselwirkungen mit seinem Herzmittel ahnte sie nichts.

## Hintergrund
Die Episode Marie Brand und die Liebe zu viert wurde vom 25. Februar bis zum 29. März 2019 in Köln und Umgebung gedreht.

## Rezeption

### Einschaltquoten
Marie Brand und die Liebe zu viert erreichte bei seiner Premiere am 11. April 2020 insgesamt 8,25 Millionen Zuschauer und damit einen Marktanteil von 24,4 Prozent für das ZDF.

### Kritik
Tilmann P. Gangloff wertete für Tittelbach.tv und schrieb: „Im Rahmen der Reihe ist ‚Marie Brand und die Liebe zu viert‘ […] nur Durchschnitt, selbst wenn der thematische Hintergrund nicht uninteressant ist: Brand und Simmel müssen sich mit einer polyamourösen Wohngemeinschaft befassen.“ „Spannend wird der Film erst gegen Ende. Auch die witzigen kleinen Comedy-Momente von Hinnerk Schönemann […] sind sehr dosiert. Schauspielerisch allerdings ist der Krimi sehenswert, zumal das Duo Millowitsch/Schönemann ohnehin stets Spaß macht.“
Die Kritiker der Fernsehzeitschrift TV Spielfilm gaben dieser Folge den „Daumen nach oben“. Sie urteilten: „Fall und Auflösung sind relativ banal. Dafür macht es wieder einmal richtig Spaß, dem ungleichen Kölner Duo beim Kabbeln und Ermitteln zuzusehen.“
Das Hamburger Abendblatt urteilte: „Die teils schrägen Eskapaden der beiden Kommissare sind von Regisseurin Judith Kennel […] hübsch inszeniert. Ihr Krimi zeigt aber auch, dass es in der angeblich so modernen und offenen Viererbeziehung allerhand gar nicht so kleine Geheimnisse und Eifersüchteleien gab. Das überraschende Ende zeigt, dass alle aus dieser angeblich so harmonischen Familie besser auf sich und die anderen hätten aufpassen sollen.“